# حزب کمونیست کارگران (نروژ)
حزب کمونیست کارگران (به نروژی: Arbeidernes Kommunistparti)، با حروف اختصاری: «AKP»؛ یک حزب سیاسی نروژی بود که در سال ۱۹۷۳ م، تأسیس؛ و در سال ۲۰۰۷ میلادی منحل شد.
 این حزب، تا سال ۱۹۹۰م، دارای نام تکمیلی مارکسیسم–لنینیسم بود؛ و هواداران آن، در نروژ، به مارکسیسم–لنینیسم‌ها شهرت داشتند.

## پیشینه
سابقه، حزب کمونیست کارگران، به لیگ جوانان سوسیالیست (SUF)، برمی گردد که در سال ۱۹۶۹م، از حزب سوسیالیست مردمی (SF)، جدا شد. در دهه ۱۹۷۰م، حزب کمونیست کارگران، نفوذ زیادی در محیط‌های دانشجویی در نروژ، داشت. به ویژه، نشریه این حزب: کلاسه کامپن، که تقریباً به معنی: «مبارزه طبقاتی» است؛ و انتقاد این حزب از
سیاستهای حزب کارگر نروژ؛ و مبارزه با سیاستهای شغلی بزرگ‌ترین اتحادیه سراسری کارگران نروژ (LO)، در فضای سیاسی آن روزگار نروژ، انعکاسی محسوس داشت.
 از دیدگاه ایدئولوژی؛ و راه بردهای بین‌المللی، حزب کمونیست کارگران، در دوره‌هایی، ضمن احساس نزدیکی به چین و آلبانی، خود را در یک جبهه ضد
اتحاد جماهیر شوروی، قرار می‌داد. در طول دهه ۱۹۸۰م، حزب کمونیست کارگران، به تدریج نفوذ و محبوبیت خود را از دست داد. در عوض اتحاد انتخاباتی سرخ (RV) که حزب کمونیست کارگران، ستون اصلی آن را تشکیل می‌داد، به موفقیت بیشتری در انتخابات پارلمانی، دست یافت. در دوره ۱۹۹۳ تا ۱۹۹۷م۰ نایب رئیس حزب کمونیست کارگران، به عنوان نماینده اتحاد انتخاباتی سرخ (RV)، به مجلس ملی نروژ، راه پیدا کرد. در سال ۲۰۰۷م، حزب کمونیست کارگران، ضمن ادغام در حزب جدید سرخ، رسماً منحل شد.